# Nassau Veterans Memorial Coliseum
Das Nassau Veterans Memorial Coliseum ist eine Multifunktionsarena in Uniondale auf Long Island im US-Bundesstaat New York. Das Coliseum befindet sich ca. 30 Kilometer entfernt von New York City. Es war die Heimat der New York Islanders aus der National Hockey League (NHL). Das damals 32 Mio. US-Dollar teure Nassau Veterans Memorial Coliseum wurde am 29. Mai 1972 offiziell eröffnet. Die erste Veranstaltung in der Halle, ein Basketballspiel der New York Nets, fand schon am 11. Februar des Jahres statt. Die Halle bietet 32 luxuriöse Suiten und um das Coliseum stehen 6800 Parkplätze zur Verfügung. Das Coliseum umfasst 255.000 m² des Mitchel Fields, welches früher ein Gelände der U.S. Army und Air Force war.

## Geschichte
Die New York Raiders, die das Flaggschiff der World Hockey Association darstellten, sollten anfangs in der neuen Arena ihre Heimspiele austragen. Das Nassau County erwog es jedoch nicht, ein WHA-Team dort niederzulassen und wollte auch nichts mit den Raiders zu tun haben. Nassau County beauftragte William Shea damit, ein Team der NHL im Coliseum unterzubringen. Die NHL platzierte eilig eine Franchise auf Long Island; die New York Islanders. Dies hatte zur Folge, dass die Raiders im Madison Square Garden im Schatten der New York Rangers ihr Zuhause fanden.
Das Coliseum war auch die Heimarena der New York Saints (National Lacrosse League), die dort von 1998 bis 2003 spielten. Die Saints stellten 2004 den Spielbetrieb ein. Früher spielten zudem auch die New York Arrows und später die New York Express aus der Major Indoor Soccer League hier. Noch davor, das heißt von 1972 bis 1977 war das Coliseum auch Heimat der New York Nets der American Basketball Association, die später auch in der National Basketball Association spielten. Es wurden auch Erst- und Zweitrundenspiele der Basketballturniere der National Collegiate Athletic Association dort veranstaltet.
Das Coliseum wird außerdem für Konzerte und andere Arten von Shows sowie für große Verkaufsveranstaltungen genutzt. Billy Joel, der auf Long Island aufwuchs, ist einer der häufigsten Mieter. Er veranstaltet meist mehrere Auftritte, wenn er auf Tour ist. Mitte der 1990er Jahre hing eine Zeit lang seine eigene Nummer neben den Helden der Islanders unter dem Dach des Coliseums, was seine zahlreichen ausverkauften Konzerte repräsentieren sollten.
Zunächst fanden Minor League Spiele unter dem Dach statt, bis die Islanders-Franchise Langzeitmieter wurde. 2005 fanden zudem auch wieder Minor League Spiele dort statt. Das Team der Bridgeport Sound Tigers aus der American Hockey League spielte dort zwei Heimspiele. Dies geschah während des Lockouts. Die ursprüngliche Kapazität des Coliseums variierte zwischen 12.000 und 15.000 je nach Veranstaltung. In den frühen 1980er Jahren wurde die maximale Kapazität auf 18.100, bei Konzerten, aufgestockt. Vor der Sanierung fanden bei Eishockeyspielen 16.234, bei Basketball 17.260, bei Konzerten 17.686 und bei Box- und Wrestlingveranstaltungen 17.686 Zuschauer Platz.
In der Saison 2018/19 kehrten die New York Islanders zeitweilig in ihre alte Heimat zurück. Das Team trug 12 der 41 Heimspiele der Regular Season hier aus, eine Zahl, die später auf 20 erhöht wurde. Die weiteren 21 Partien fanden im Barclays Center statt. Darüber hinaus fand im Februar 2018 erstmals ein Tennisturnier der ATP World Tour im Coliseum statt – die New York Open. Da das Barclays Center als neue Heimspielstätte nicht überzeugte, teilte man die Heimspiele der Spielzeit 2019/20 ebenfalls zwischen Barclays Center und Nassau Veterans Memorial Coliseum, bevor man die gesamte Saison 2020/21 im Coliseum verbrachte. In der Spielzeit 2021/22 zogen die Islanders in die neu errichtete UBS Arena um und bestritten am 20. November 2021 ihre erste NHL-Partie in der neuen Halle gegen die Vancouver Canucks (2:5).

## Sanierung
Das Coliseum war nach dem New Yorker Madison Square Garden von 1968 die älteste Arena in der NHL. Mit den 16.234 Plätze bei Eishockeyspielen ist das Coliseum nach dem Canada Life Centre in Winnipeg (15.015 Plätze) die kleinste Spielstätte der nordamerikanischen Eishockeyliga. Im Bewusstsein dessen setzten sich im Jahr 2004 einige Offizielle zusammen, um einen Sanierungsplan auszuarbeiten und umzusetzen, sodass ein Neubau einer neuen Arena unnötig wäre. Das Herzstück des Lighthouse-Project war ein Turm, welcher das Aussehen eines Leuchtturmes besaß. Andere Pläne sahen vor, ebenfalls neue Wohnunterkünfte und andere Sportstätten sowie ein Hotel zu schaffen. Die veranschlagten Kosten beliefen sich auf rund 200 Mio. US-Dollar. Örtliche Beschwerden und der in der Saison 2004/05 erfolgte NHL-Lockout führten dazu, dass nur kleine Fortschritte in der Planung gemacht wurden. So kam es dazu, dass die Islanders überlegten eine neue Arena im benachbarten Suffolk County zu bauen.
Im Endeffekt wurden die Baupläne ad acta gelegt und seit der NHL-Saison 2015/16 tragen die New York Islanders ihre Heimspiele im Barclays Center von Brooklyn aus. Das Basketballteam der Long Island Nets aus der NBA G-League wird zur Saison 2017/18 in das Nassau Veterans Memorial Coliseum umziehen. Die Partien der Saison 2016/17 werden die Nets noch im Barclays Center austragen.
Am 5. April 2017 wurde das Coliseum nach einer Renovierungszeit von zwanzig Monaten wiedereröffnet. Der Umbau kostete 165 Mio. US-Dollar. Jetzt gibt es 14.500 Sitzplätze für Basketball, 13.900 Sitzplätze für Eishockey und bis zu 16.000 Plätze bei Konzerten. Offiziell trug die modernisierte Arena bis 2020 den Namen NYCB Live’s Nassau Veterans Memorial Coliseum, nach der New York Community Bank (NYCB). Zur Wiedereröffnung gab Billy Joel in seiner alten Heimat ein Konzert. Joel gab am 4. August 2015 auch das letzte Konzert im alten Coliseum.

## Sonstiges
- Während der Serie von vier aufeinander folgenden Stanley-Cup-Championships der New York Islanders in den frühen 1980er Jahren wurde das Nassau Coliseum von Fans als „Fort Neverlose“ („nie verlieren“)  bezeichnet.
- Seit einigen Jahren wird die Arena von „befeindeten“ Fangruppen auch als „Nassau Mausoleum“ bezeichnet.
- Während Stadtduellen zwischen den Islanders und den Rangers, welche in derselben Conference und Division spielen, wird die Arena auch oft „Garden East“ genannt, da Rangers Fans bis zu 50 % des Publikums ausmachen.
- Ein weiterer Spitzname der Arena ist „Bust Palace“, der 1972 von Alex Bennett, einem Entertainer, geschaffen wurde. Dies geschah aufgrund der vielen Festnahmen durch Drogendelikte während Rock-Konzerten, die in der Arena stattfanden.
- Obwohl sich die Halle in East Garden City befindet, lautet die Postadresse auf das benachbarte Uniondale.

## Galerie

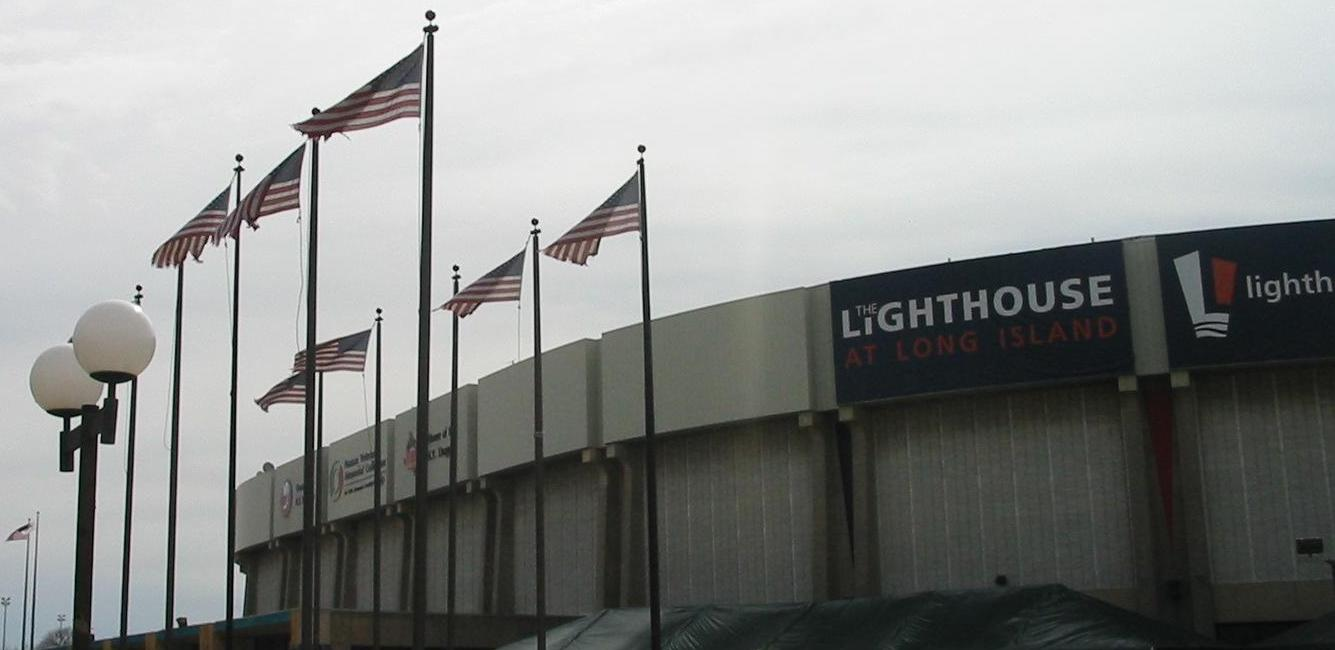
Außenansicht (2009)
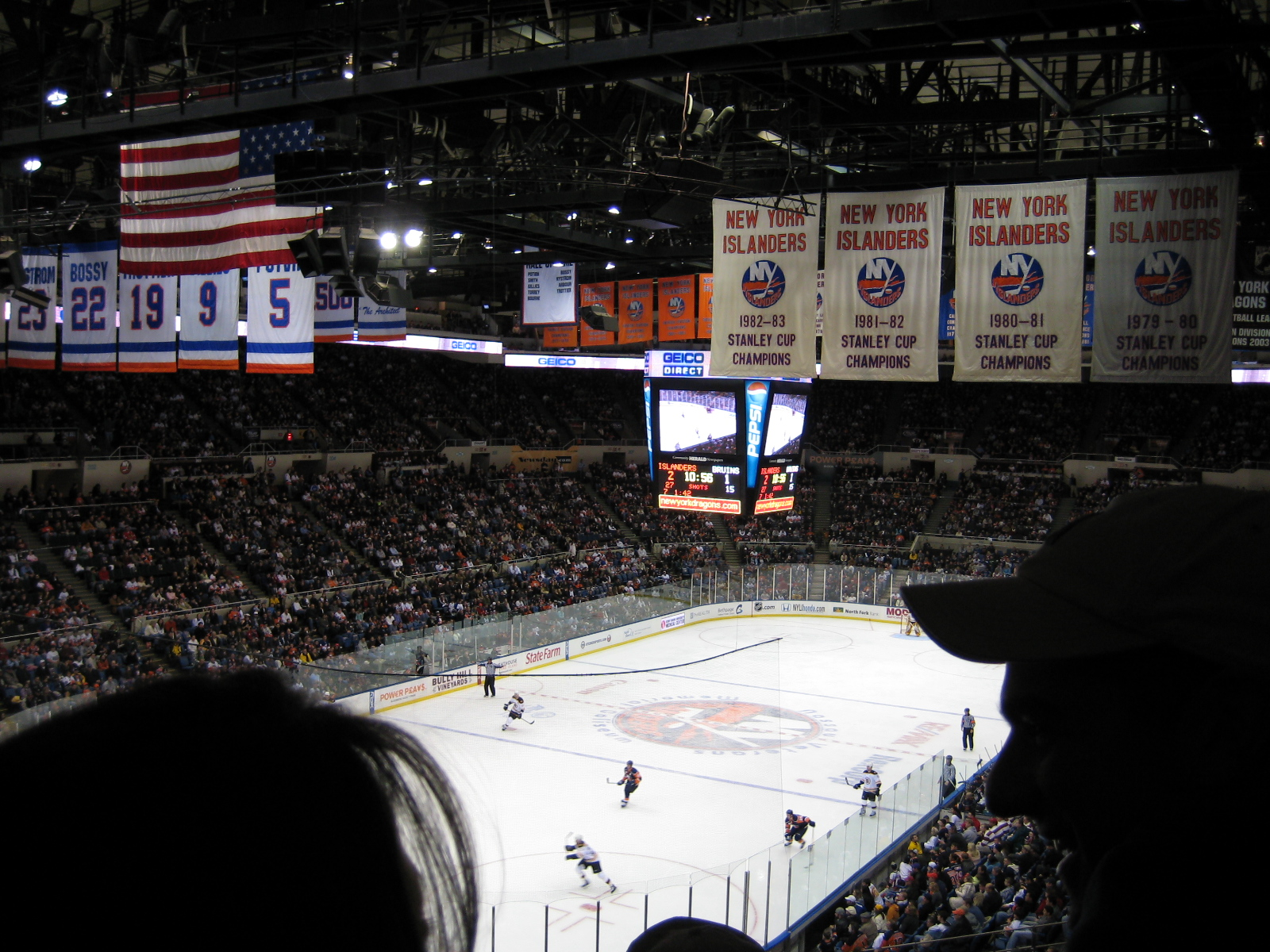
Innenraum und Banner mit den nicht mehr zu vergebenden Trikotnummern der New York Islanders (2007)
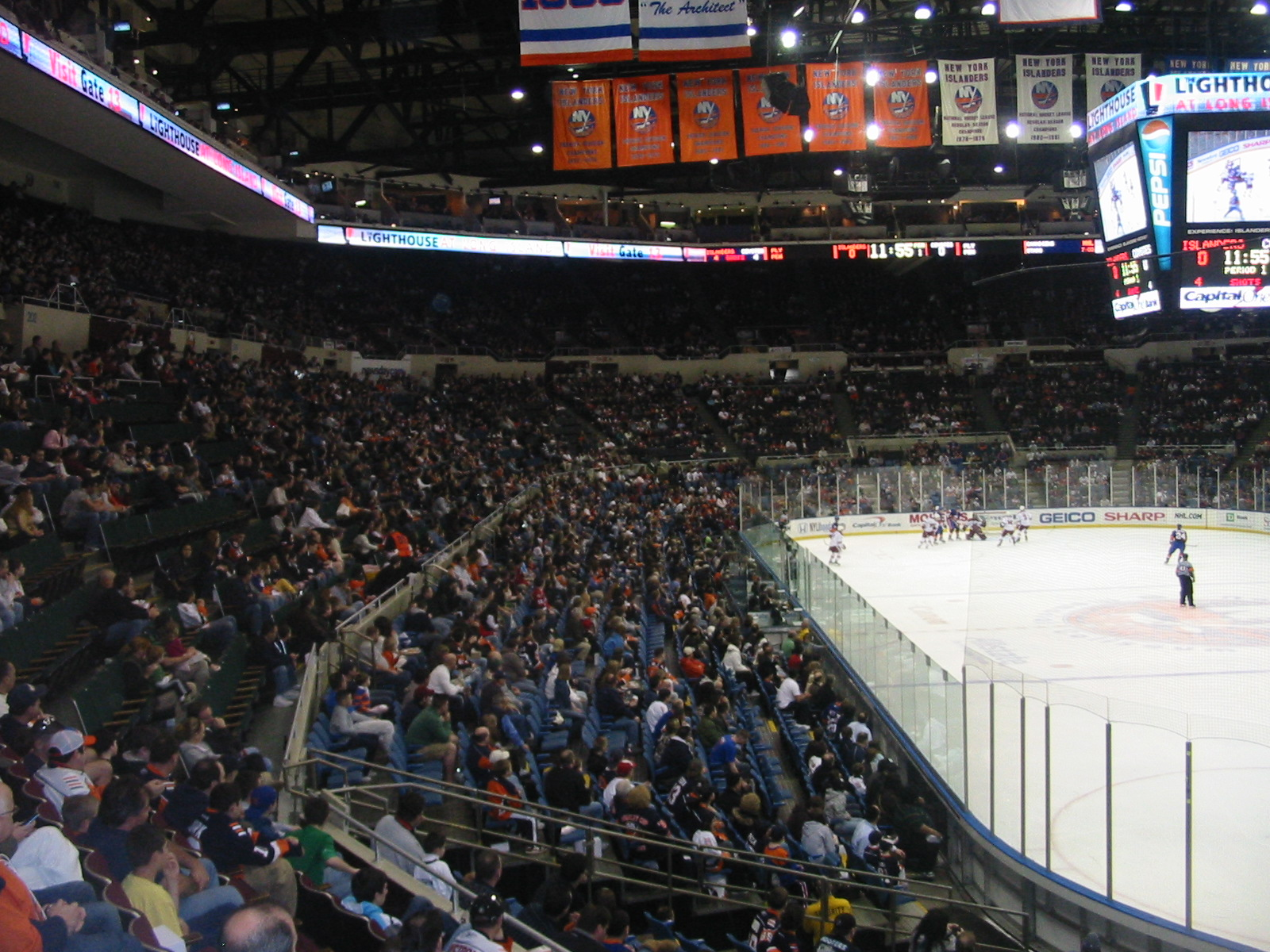
Spiel der Islanders im Nassau Coliseum (2009)
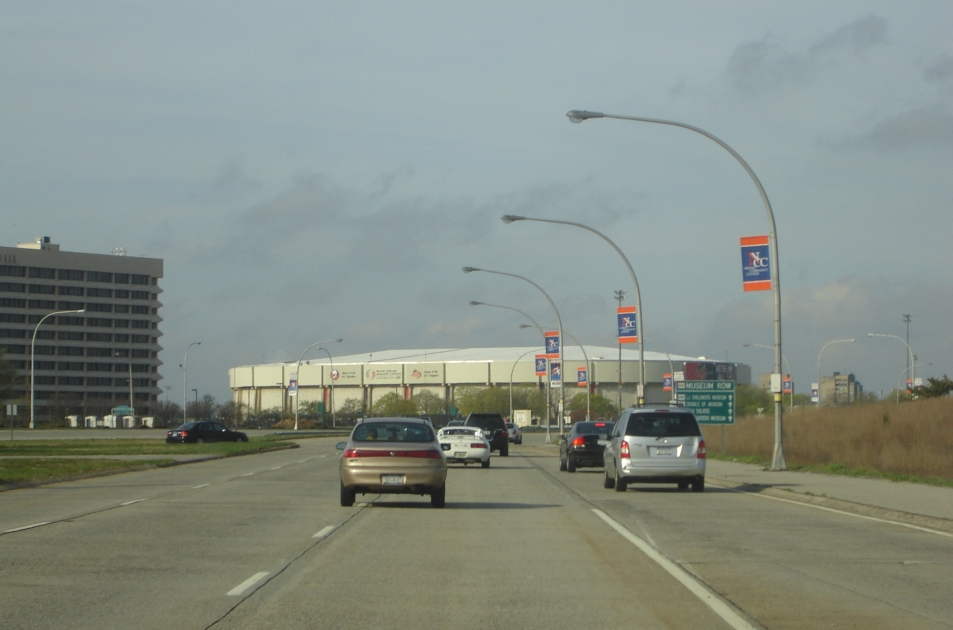
Das Coliseum vom Charles Lindberg Boulevard aus gesehen (2007)
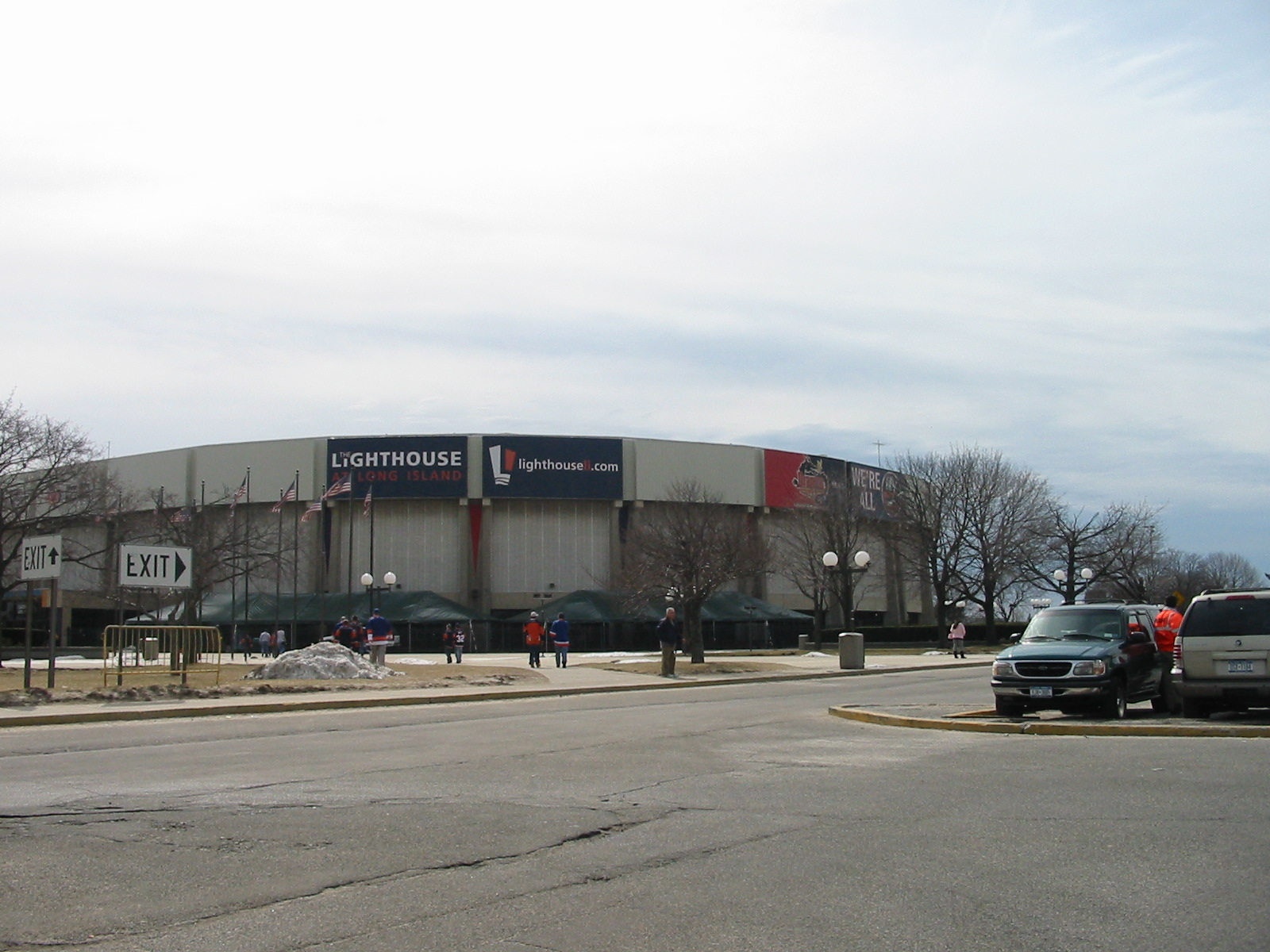
Außenansicht (2009)